# 岩城宏之
岩城 宏之（いわき ひろゆき、1932年9月6日 - 2006年6月13日）は、日本の指揮者。指揮法を渡邉暁雄と齋藤秀雄に師事した。

## 人物・生涯
東京府にて、専売局（後の日本専売公社）技師・岩城與一（1895年〈明治28年〉生、魚津中学校〈現：富山県立魚津高等学校〉・第四高等学校・東京帝国大学農学部農芸化学科 卒業、名古屋地方専売局長、1946年〈昭和21年〉に退官）の第5子（末子）として生まれた。小学校に入学して間もなく父の転任で京都に転居、9歳で木琴を始める。小学4年生の3学期で東京に戻る。当時は病弱で、小学5年生と6年生の2年間に10か月間病欠し、骨膜炎で片脚切断の寸前まで行ったことがある。
1945年5月、旧制中学1年生のとき空襲で罹災したため、親類を頼って金沢市に疎開、2学期間を旧制金沢第一中学校（現：石川県立金沢泉丘高等学校）に学ぶ。敗戦後、父の勤めの関係で岐阜県瑞浪に転居、ここで1年半を過ごし、旧制多治見中学校（現：岐阜県立多治見高等学校）に通学する。
1947年、旧制東京都立第一中学校（現：東京都立日比谷高等学校）の編入試験に失敗して学習院中等科に編入学する。学習院高等科2年の時、映画『オーケストラの少女』を観て感動し、音楽家を志すに至る。同校在学中から放送局で木琴を独奏する。
1951年、学習院高等科を卒業する。東京大学独文学科への進学を志していたが、第二次試験の前の晩に高熱を発して受験を断念する。現役で東京芸術大学音楽学部器楽科打楽器部に進んだが、1年生の終わり頃から学内規則を破って近衛秀麿のオーケストラでティンパニを演奏し始め、授業に出ることなく1年分の単位も取得しないまま、6年間在学ののち中退。学校には、1年後輩の友人山本直純と後輩たちに声を掛け合って集めた学生オーケストラを指揮するために顔を出す一方で、山本とともに東京芸大指揮科教員渡邉暁雄の音羽の自宅や目白の齋藤秀雄指揮教室にたびたび通って指揮のレッスンを受けた。
当時の東京芸大音楽学部には専攻によって根強い差別が存在し、作曲科と指揮科が階級の最上位に属し、次いでピアノ科、その下が弦楽器科、残りは全て「被差別民族」であり、その中で最下位に属するのが管・打楽器部で、特に「タイコは管・打というように、順番からして管の次なのだから、タイコ屋は、下層中の下層、少数中の少数で年中差別を感じているような状態だった」「ピアノ科の女の子とつきあおうとして、『お父さまにタイコの人なんかと友達になっちゃいけないっていわれたのヨ』なんて追っ払われたことが何度もある」と語っている。学生時代から、各所の音楽ホールに忍び込み、観客席ではなく舞台裏などで音楽を聴くことを繰り返していてブラックリスト扱いになっていた。指揮者を正面から見るために、舞台上の管楽器用のヒナ段の中に忍び込んでコンサートを聴くこともたびたびであった。数々の悪行から、後年、岩城が指揮者に就任したのちも、舞台関係者に誤って不法侵入者扱いされたことがある。
NHK交響楽団初代事務長有馬大五郎からの誘いと推薦により、1954年（芸大4年）の9月から同楽団指揮研究員として副指揮やライブラリアンの仕事を始め、1960年の同楽団世界一周演奏旅行では常任指揮者ヴィルヘルム・シュヒター、指揮研究員同僚の外山雄三とともに指揮者陣の一人として同行、ヨーロッパ・デビューを果たす。これが機縁となり、1963年、ベルリン・フィルハーモニー管弦楽団に招かれてオール・チャイコフスキー・プログラムを指揮した。それまで正式なポストを持っていなかったが、1968年に至りハーグ・フィルハーモニー管弦楽団の常任指揮者となる。1970年の日本万国博覧会開会式ではNHK交響楽団が当日の式典での楽曲演奏を担い、その指揮をした。
1977年、急病のベルナルト・ハイティンクの代役として、日本人として初めてウィーン・フィルハーモニー管弦楽団定期演奏会の指揮台に登り、ベルリオーズの幻想交響曲他を指揮した。翌シーズンのウィーン・フィル定期にも登場、バルトークの管弦楽のための協奏曲他を指揮した。そのほか、ライプツィヒ・ゲヴァントハウス管弦楽団やロイヤル・コンセルトヘボウ管弦楽団の指揮台にも立った。
晩年の顕著な活動としては、2004年12月31日の昼から翌2005年1月1日の未明にかけて、東京文化会館でベートーヴェンの全交響曲を1人で指揮したことが知られている（ベートーヴェンは凄い! 全交響曲連続演奏会）。同様の公演は、翌2005年12月31日にも東京芸術劇場で行われた。なお、2回目の公演では健康面に配慮して途中1時間の休憩時間を設けたり、医師の日野原重明を聴衆として立ち会わせ、休憩時間に体調チェックを行ってプログラムを消化していった。この演奏会はインターネットでもストリーミング中継された。
1987年、頸椎後縦靭帯骨化症を患ったのを皮切りに、1989年胃がん、2001年喉頭腫瘍、2005年には肺がんと立て続けに病魔に襲われたものの、そのたびに復活し力強い指揮姿を披露した。しかし、2006年5月24日、東京・紀尾井ホールで東京混声合唱団の指揮後に体調を崩して入院し、同年6月13日午前0時20分、心不全のため都内の病院にて没した。73歳没。
「初演魔」として知られ、特に自身が音楽監督を務めたオーケストラ・アンサンブル金沢では、コンポーザー・イン・レジデンス（専属作曲家）制を敷き、委嘱曲を世界初演することに意欲を燃やした。また、黛敏郎の作品を精力的に指揮した。
名古屋フィルハーモニー交響楽団初代音楽総監督、NHK交響楽団正指揮者、オーケストラ・アンサンブル金沢音楽監督、東京混声合唱団音楽監督、京都市交響楽団首席客演指揮者、札幌交響楽団桂冠指揮者、メルボルン交響楽団終身桂冠指揮者を務めた。ピアニストの木村かをりは妻。指揮活動のほかにも、打楽器奏者としての演奏活動、テレビ・ラジオへの出演、プロデューサー、音楽アドバイザー、執筆など多彩な活動を行った。また、東京芸術大学指揮科客員教授として後進の育成にも当たった。

## エピソード
- 近衛管弦楽団（近衛秀麿が主催）のティンパニ奏者（学生のため入団はせず）としてデビューしている。
- 作曲家の山本直純は芸大で岩城の1年後輩に当たり、2人は大学時代からの悪友であった。一足先に山本が他界したときに岩城は酷く悲しんだ。山本と出会った頃、岩城は打楽器よりも指揮に興味を持つようになり、2人で「（芸大の）後輩達を騙し」て楽団を結成、その指揮者となった。指揮に関する議論が白熱しすぎて大声で怒鳴りあうために議論する場に困り、2人でゲイ用のホテルに入って議論していたところ、隣室のカップルから“やかましい”と怒られたことがあった。
- 1959年に二十世紀音楽研究所に参画[10]。
- N響から打楽器での入団を求められたが、「首席だったら」と条件を付けたところ呆れられ、無かったことになった。翌年、「将来、指揮をやりたくありませんか」と誘われたため、二つ返事で指揮研究員として入団した。ちなみに、1959年にイーゴリ・ストラヴィンスキーがN響に客演した際には、志願して打楽器奏者として参加している（DVD化された『火の鳥』の公演でも映っている）。指揮のデビューは外山雄三と一緒にN響を指揮している。
- 来日中のカラヤンに指導を受け、「オーケストラをドライブしようとするな。キャリーせよ」とアドバイスされたという。これは指揮を乗馬になぞらえたもので、ドライブとは手綱を絞って強引に馬を従わせること、キャリーとは手綱を緩めて馬の自由に任せながら、騎手の意図した進路に馬を導くことだという[11]。
- 1968年から1969年にN響とベートーヴェンの交響曲を全曲録音し、日本人として初の交響曲全集を制作した。ベートーヴェンが作曲した交響曲の中で一番好きなのは第8番だったという。
- オリヴィエ・メシアンから解釈を絶賛されるなど、現代音楽の印象が強い。しかし、海外の現代音楽を意欲的に振るよりも、主に存命の日本人作曲家を集中的に取り上げることが多かった。クセナキスの『ホロス』の初演を契機として海外の現代音楽の初演熱は冷めたものの、日本人作曲家の新作初演は、指揮と打楽器演奏の両面で、没するまで続けた。
- N響の指揮者としてデビューしたものの、初期の頃はなかなか指揮の仕事はもらえず、NHKラジオで放送されるムード歌謡曲などのポップスの指揮やアレンジの仕事などをもらって糊口を凌いでいた。この仕事では「水木ひろし」という名前をはじめ複数の変名を使っており、水木名義で発売された音源も存在する[12]。「水木」名義で仕事をしていたことについては後にエッセイなどで告白しており、晩年は旧知であるペギー葉山など歌謡曲の歌手たちと競演するコンサートを行うことがあり、昔を懐かしんであえて「水木」名義で参加している。
- 生前、岩城のティンパニ演奏は企業CFに使用されたことがあった（美川憲一との共演）。
- メルボルンには、名前を冠したIwaki Auditorium[13]があり、メルボルン交響楽団の練習場としても使われている。
- メルボルン交響楽団時代にストラヴィンスキー作曲『春の祭典』の演奏で振り間違えたことがある。テレビ・コンサートの公開収録中、並の指揮者なら混乱しつつも何くわぬ顔で演奏を続け、自らの責任を回避しようとするところであるが、岩城はあえて演奏を中断し、聴衆に向かって指揮を間違えたことを詫びた。異例の事態に聴衆も楽員も凍りついていたが、テレビ用に編集しやすい部分をコンサートマスターと相談し、楽員全員に演奏再開の箇所を告げた。すると聴衆だけでなく楽員からも大拍手が沸き起こり、岩城に対する同楽団の信頼はより固いものになったという。
- 当時メルボルンの電話帳の表紙になるほど市民に親しまれていた。
- 世界で活躍する日本のスポーツ選手の応援に熱心であり、音楽監督を務めるオーケストラ・アンサンブル金沢で石川県出身の松井秀喜選手の応援歌を企画していた。亡くなる直前には骨折で離脱した松井へエールを送っており、これが岩城が生前に出した最後の手紙だった。なお、岩城の企画した応援歌は2006年に、公式応援歌『栄光（ひかり）の道』（作詞:響敏也・作曲:宮川彬良）として成就した。
- 著書も多く、楽器運送業に関する執筆のために、実際に運送会社で働いたこともあった。あるハープ奏者がハープの運搬を依頼したところ、業者と一緒に岩城が現れ、依頼主は大いに驚いた。
- 1971年の『第22回NHK紅白歌合戦』ではエンディングの『蛍の光』の指揮を務めた。
- 晩年には自身の音楽活動の原点であったマリンバの演奏にも取り組むようになり、リサイタルも開き、ここでも多くの日本人作曲家に新作の委嘱・初演を行った。そのきっかけは1982年、軽井沢音楽祭に音楽監督として参加する岩城が関係者との会合の席上、酔った勢いで自分のソロ・リサイタルを開くとぶち上げたことだったという。岩城本人はそのことを全く覚えていなかったが、岩城の話を真に受けた関係者たちによって勝手にポスターを作られてしまった。芸大時代でマリンバ演奏を止めていた岩城には演奏できるレパートリーが皆無に等しく、武満徹・石井眞木・一柳慧に新作を委嘱し、なんとかリサイタルを切り抜けた[14]。なお、この委嘱を通して生まれた一柳の『パガニーニパーソナル』は、一柳の代表作の一つとして知られると同時に、マリンバ演奏のレパートリーとして広く定着した一作となった。
- 自著『九段坂から』の中で、それまでの人生の中で4回自動車事故を経験していたことを告白している。
- クナッパーツブッシュのような小さな動作でオーケストラを巧みに操るスタイルに終生憧れを持ち、実際ベルリン・フィル時代に試みたことがある。しかし後にウィーン・フィルの楽団員に「クナ（クナッパーツブッシュ）も若い頃は指揮台から落ちるほど激しく動いていた。それが胃を切除してからは今みたいな穏やかな指揮がクナにとっての精一杯なんだ。お前も年を取ればそうなるんだから、今のうちに暴れておけ！」と叱咤されたという[15]。
- 野村克也との対談で「指揮者という職業は胡散臭い」と発言したが、のちに某大学の入試でこの時の「胡散臭い」の意味を述べよという問題が出たと知り、「私が胡散臭いの意味を述べるとしたら一冊の本では足りないだろう。受験生も可哀そうなことをさせられているものだ」と記している[16]。
- 日本の作曲家が楽譜指示を日本語で書かないことに疑問を提示していた（例外は石井眞木）。二十世紀音楽研究所の音楽祭のリハーサルで、独自の（つまり自分にしか通用しない）記譜法をしている作曲家と揉めたことがある[17]。
- 2000を超える作品を手がけ、初演魔とも言われたが、海外で初演された重要な作品も見張っていた[18]。

## 「お義理で拍手するのはやめてほしい」事件
N響正指揮者の称号を贈られた1969年10月、岩城はN響史上画期的で大胆な試みを持った定期公演を2度にわたり指揮をした。プログラムは以下の通りであった。2つのプログラムは当時の先端をゆく日本の作曲家の現代作品だけで構成され、岩城はこの手の演奏会に対して「一度やってみたかった」と「強行することに対する不安」の2つの相反する気持ちを持ち合わせつつ指揮台に上がった。
第530回定期公演（1969年10月23・24日/東京文化会館）
- 黛敏郎：『BUGAKU（舞楽）』
- 入野義朗：『小管弦楽のためのシンフォニエッタ』（1953）
- 平吉毅州：『交響変奏曲』
- 武満徹：『ノヴェンバー・ステップス』（琵琶：鶴田錦史、尺八：横山勝也）

第531回定期公演（1969年10月29・30日/東京文化会館）
- 柴田南雄：『シンフォニア』
- 三善晃：『管弦楽のための変奏曲』
- 武満徹：『テクスチュアズ』
- 諸井誠：ピアノ協奏曲（ピアノ：木村かをり）
- 間宮芳生：『オーケストラのための2つのタブロー'65』

事件は10月29日の第531回定期公演で起こった。三善の『管弦楽のための変奏曲』が終わった直後、岩城は指揮台を降りて聴衆に対して次のように言った。「お義理で拍手するのはやめてほしい。つまらないと思ったらヤジってけっこうです。よいと思ったら盛大に拍手してほしい」。続く武満の『テクスチュアズ』の演奏が終わったあと、岩城は再び聴衆に対して「ああいうことをいったからといって、そう拍手してくれなくても……」と二度にわたり語った。
岩城によれば、第530回定期公演は「反響も大きく、僕自身も実に感動した」内容であった。その流れで第531回の指揮台に上がったところ、第1曲の柴田『シンフォニア』の演奏に対する拍手が「儀礼的で、冷たい」と岩城は感じた。2曲目の三善『管弦楽のための変奏曲』は「演奏困難なくらいむずかしい」作品であったが、この時は「うまくいった」。岩城はコンサートマスターの田中千香士に「うまくいったね」という意味合いで笑顔を返したところ、観客が「曲が終わっていない」と勘違いしたのか拍手を止めてしまった。このハプニングに岩城は「演奏家のわがままをいわせてもらえば哀しかったんです」。岩城が「お義理で拍手するのは……」と言ったのにはそのような背景があり、次の『テクスチュアズ』終了後の拍手に対して思わず「ああいうことを……」と言ったのであるが、岩城自身はこれについては「まったく余計だったと思います」と反省し、さらに演奏会終了後には一連の「演説」について「ああしたことはいうべきでなかったか、と苦しんだ」という。観客の反応としては1つ例を挙げるなら、女性会員の一人が「ああいう曲になれていないから、曲がどこで終わるものかわからない、あの場合は、多くの人が拍手するタイミングを逸してしまったのではないか」、「邦人作品は必ずしも慰めやら憩いにはならないのではないか、プログラムのうちに1曲ぐらいだったら我慢もできるが、全曲ではとてもかならわない」といった趣旨の感想を述べた。ほかにも「岩城は不遜だったのではないか」という趣旨の厳しい意見や、逆に岩城の発言や意思を理解して擁護する意見も寄せられた。岩城の「演説」に関する論争はN響会員の間のみならず、やがて週刊誌も取り上げるほどの話題となった。
岩城はかねがね、N響が「ドイツの二流のオーケストラのコピー」的な存在に甘んじることに対して批判的であり、第530回、第531回の両定期公演は岩城の「新しい方針もくわえた」夢のプログラムでもあった。また、岩城は「N響はもちろん日本のオーケストラですから - 日本の曲をやらなければならない。ベートーベンだけ、あるいは、ヨーロッパの作品だけを演奏するわけにはいかない」、「個性、国民性のつよく持った作品が、逆に普遍性を持つ」という信念から「N響があわてふためいて日本の現代音楽をやり出すんでは手遅れ」と感じており、「そんな4～5年先を読んだ上で、こうしたプロを強行したんです」と説明している。さらに岩城自身、「現役の活動期にある作曲家の作品だけを集めて、2回・4夜の演奏会をりっぱなプログラムに組める国、すなわちそれだけの秀れたレヴェルの作曲家を持っている国というのは、はっきりいって世界に日本だけしかないと思うんです」と自負しており、一連の演奏会に関しては「僕はたいへんな自信と誇りを持っているんです」とも述べた。そのうえで「お義理で拍手するのは……」発言については、「日本の現代音楽に対する反応についてだけを、いったつもりではなくて、日本の音楽界全般の聴衆の反応についていったつもりなんです」と説明した。岩城はこの後もブラームス作品に武満、石井眞木、廣瀬量平の作品を組み合わせるプログラムを組むなど、N響で日本の現代作品の紹介に務めた。
岩城の一件から14年後の1982年3月、N響は尾高賞30周年を記念して、1912年から1980年に作曲された日本人の手による管弦楽作品約1600曲から専門家が15曲を厳選し、外山雄三が指揮する3つの定期公演（第865回、第866回、第867回）を開いた。ところが、N響が定期公演においてこのような日本人作曲家作品のみのプログラムが組まれるのはこれが最後となり、尾高賞受賞作品の披露も特別演奏会を経て「Music Tomorrow」に移されるなど、「日本人作品を盛り立てる」という意味では岩城の願いとは違う流れとなっている。

## 年譜
- 1932年9月6日 - 東京で生まれる。
- 1945年 - 空襲で被害に遭い、金沢に転居。金沢一中（現石川県立金沢泉丘高等学校）に通う。この年、中部日本新聞社主催の音楽コンクールで木琴の演奏をし、特別賞（賞金500円）を受賞。
- 1947年 - 学習院中等科に転校。
- 1954年 - 東京芸術大学在学中にNHK交響楽団の指揮研究員となる。
- 1956年 - プロ指揮者としてデビュー。
- 1963年 - NHK交響楽団の指揮者になる[1]。
- 1965年 - バンベルク交響楽団の指揮者になる。
- 1968年 - ハーグ・フィルハーモニー管弦楽団常任指揮者就任。
- 1969年 - NHK交響楽団正指揮者就任[1]。「お義理で拍手するのはやめてほしい」事件。
- 1970年 - 日本万国博覧会開会式式典演奏指揮。
- 1971年 - 名古屋フィルハーモニー交響楽団初代音楽総監督[1]。
- 1974年 - メルボルン交響楽団首席指揮者就任[1]。
- 1987年 - メルボルン交響楽団終身桂冠指揮者就任[1]。
- 1975-78年 - 札幌交響楽団正指揮者在任[1]。
- 1978-88年 - 札幌交響楽団音楽監督在任。（1988年- 桂冠指揮者）[1][28]
- 1983年 - 参議院選挙の比例区に無党派市民連合より立候補するが落選。
- 1984年 - 文化庁芸術祭参加作品 月曜ワイド劇場『想い出のグリーングラス』に出演する。
- 1988年 - オーケストラ・アンサンブル金沢（OEK）音楽監督就任[1]。
- 1990年 - フランス芸術文化勲章を受章[29]。
- 1991年 - 著書『フィルハーモニーの風景』で日本エッセイストクラブ賞を受賞。
- 1996年 - 紫綬褒章受章[30]。
- 2003年12月15日 - 日本芸術院会員就任。
- 2004年12月31日 - ベートーヴェン全交響曲を1人で指揮[1]。（「ベートーヴェン・振るマラソン」）（場所：東京文化会館）
- 2005年12月31日 - 再び、ベートーヴェン全交響曲を1人で指揮。（場所：東京芸術劇場）
- 2006年6月13日 - 心不全のため東京都内で逝去。73歳没[31]。叙正五位、旭日中綬章追贈『官報』第4385号、平成18年7月24日。

## 著書
『行動する作曲家たち――岩城宏之対談集』『この目で見た東欧』を除いてここでは単著のみを掲載した。共著や対談集、雑誌記事については岩城宏之著作リストに詳しい。
- 『男のためのヤセる本』産報、1972年→新潮文庫、1981年
- 『棒ふりの控室』文藝春秋、1975年→文春文庫、1981年
- 『岩城音楽教室』光文社、1977年→知恵の森文庫、2005年
- 『棒ふりの休日』文藝春秋、1979年→文春文庫、1982年
- 『棒ふりのカフェテラス』文藝春秋、1981年→文春文庫、1986年
- 『岩城宏之のからむこらむ』話の特集、1981年→新潮文庫、1987年
- 『ハニホヘト音楽説法』新潮社、1982年→新潮文庫、1984年
- 『楽譜の風景』岩波新書、1983年
- 『棒ふり旅がらす』朝日新聞社、1984年→朝日文庫、1986年
- 『屋上の牡牛』湯川書房、1985年
- 『続・棒ふり旅がらす』朝日新聞社、1985年→『棒ふりプレイバック'84』朝日文庫、1987年
- 『行動する作曲家たち――岩城宏之対談集』新潮社、1986年
- 『岩城宏之のからむこらむ part 2』話の特集、1986年→新潮文庫、1989年
- 『森のうた』朝日新聞社、1987年→朝日文庫、1990年→講談社文庫、2003年（点字版あり。東京電力、1988年）
- 『九段坂から』朝日新聞社、1988年→朝日文庫、1994年→朝日文庫、2003年（大活字版あり。埼玉福祉会、2000年）
- 『回転扉のむこう側』集英社文庫、1990年
- 『フィルハーモニーの風景』岩波新書、1990年
- 磯村尚徳共著『この目で見た東欧』ジャパンタイムズ、1990年
- 『岩城宏之のからむこらむ part 3』話の特集、1992年
- 『いじめの風景』朝日新聞社、1996年
- 矢崎泰久、坂梨由美子編『岩城宏之の特集』自由国民社、1997年
- 『指揮のおけいこ』文藝春秋、1999年→文春文庫、2003年
- 『作曲家武満徹と人間黛敏郎』作陽学園出版部、1999年
- 『チンドン屋の大将になりたかった男』日本放送出版協会、2000年
- 『オーケストラの職人たち』文藝春秋、2002年→文春文庫、2005年
- 『音の影』文藝春秋、2004年

## 出演

### TV
- オーケストラがやってきた - 番組DVDでティンパニを叩きながら指揮をしている。

### CM
- シャープ（1979年）ダブルカセット・シャーカーW
- 塩野義製薬 シオノギS胃腸薬（1984年）